# タクティカルダンジョン
タクティカルダンジョンとは、ローグライクゲームのゲームシステムを元にシミュレーションRPGの要素を加えたフリーゲーム。作者はISA。

## 概要
2012年にWindows100%誌にてver1.22が掲載され、2013年にもローグ系の名作フリーゲーム数種のひとつとしてver1.31が紹介された。もぐらゲームスにおいても「ローグライク系おすすめのフリーゲーム・インディゲーム作品」の一つとして紹介されている。ローグベースのシミュレーションRPG要素を持つゲームとされる。本作はターン制戦略シミュレーションのような移動システムを持つことが特徴とされており、プレイヤーキャラクターも敵も「移動力」に応じて1回に数マス分移動できるため、多くのローグ系ゲームとは異なる戦略が生じる。
ゲームは地下1階から始まり、アイテムを入手、敵を倒すなどして地下深くを目指す。ダンジョンの地下99階にいるボスを倒すとクリアとなる。

## ゲームシステム
プレイヤーは、「移動」と「行動」で主人公のエリスを操作する。行動し終わると、行動権が敵に移り、全ての敵が行動をし終わると再びプレイヤーに行動権が移るという、ターン制となっている。移動は3マス先までだが、靴を装備することによって移動できる範囲が広がるものがある。「行動」では攻撃のほか、アイテムの装備や使用などを行う。先に「行動」してから「移動」することも可能。ダンジョンは14×14マスで構成されており、地形や敵の位置などは全て把握できる。
HPが0になるか、同じフロアで100ターン経過するとゲームオーバーとなり、その時点のステータスや所持品などに応じてスコアが算出される。倒れてしまうとレベルやアイテムなど、全てが初期状態に戻るため、プレイヤーは毎回違う緊張を味わうことになる。
プレイ時に「ノーマルモード」か「イージーモード」を選択することができ、「イージーモード」ではエリスのステータスが高め、最初からアイテムを持っている、敵やアイテムの出現率が変化、「イージーモード」でしか出現しないアイテムが出現するなど、「ノーマルモード」に比べて難易度が低くなる。

### アイテム
「武器」「盾」「靴」「カチューシャ」「矢」「パン」「本」「枝」の7種類。「武器」「盾」「靴」「カチューシャ」は装備品。
ダンジョンで拾う武器、盾、靴の修正値は一定の確率で「-1」から「+3」まであり、5%の確率で呪われた状態で出現する。同名の武器と盾を装備すると、「共鳴」が発生し、装備中はそれぞれの基本値が+2加算される。
武器
装備すると攻撃が上昇するほか、特殊効果は攻撃時や被ダメージ時、ワナ作動時などに発揮する。ワナや敵の特殊攻撃などで修正値が下がることがある。
盾
装備すると防御が上昇する。特殊効果は被ダメージ時やワナ作動時などに発揮する。ワナや敵の特殊攻撃などで修正値が下がることがある。
靴
装備すると移動歩数と回避率が上昇する。特殊効果は装備中に発揮する。ワナや敵の特殊攻撃などで修正値が下がることがある。
カチューシャ
装備すると特殊効果を発揮することができる。カチューシャ自体に修正値は存在しない。
矢
一直線上に飛ぶので、遠く離れた敵に攻撃することができるほか、ある程度ダメージを与えられるので特殊攻撃がやっかいな敵や攻撃力が高い敵に対しては隣接される前に倒すときなどでも利用できる。この種類のみ、「投げる」ことはできない。
パン
満腹度を回復するためのアイテム。
本
読むと効果を発揮する。
枝
葉があるときに振ると葉を1枚消費して一直線上に魔法が飛ぶ。当たるとその魔法の効果が発揮される。葉が無い場合も投げることで当たった相手にその効果を発揮する。敵の特殊攻撃やアイテムなどで葉の数は増減する。

#### 合成
「合成の壷の猫」系の敵に装備品を投げると投げた装備品を合成することができる。
最初に投げた装備品がベースとなり、2つ目以降はその装備品の修正値と印が最初に投げた装備品に足される。合成を行った「合成の壷の猫」系の敵を倒すと合成した装備品を落とすので、拾って装備して使用することができる。なお、合成できないものが含まれた場合は無視され、倒した際に出てくる。
武器、盾、カチューシャに一部の枝を合成するとその枝に応じて印が追加されるものがある。これを「異種合成」と呼び、異種合成の場合は同じ印を重複して付けることもできる。
※枝の合成は枝を使用するのではなく枝そのものを投げて合成する必要がある。枝を投げる場合は枝を使用する状態から右クリックで投げる状態に変更することができる。
装備品に特定の3つの印が揃ったときに、その3つの印の効果を持ちつつ、さらに強力な効果や新たな効果をもつ「上級印」となる。上級印になると、その3つの印が上級印として1つにまとまることになるので、装備品の印に空きができ、別の印をさらに追加することもできる。
また、元々特殊効果を持つ装備品をベースに上級印を作ると「上級装備」となり、装備自体が変化する。より強力な効果を持つものもあるが、基本能力が変化以前より低下するものもある。

### モンスター
モンスターは1フロアあたり2～9種類出現する。各フロアの開始時点で出現している敵やワナの数は下層に行くほど増えるが、アイテムの出現数は下層ほど減少する。イージーモードではノーマルモードよりややアイテムの出現数は増え、敵やワナが少なくなる。

#### モンスターフロア
10%～20%の確率で敵、アイテム、ワナが多く出現する「モンスターフロア」となる。
さらに3%の確率で「パンドラフロア」が発生する。初期状態で出現している敵のレベルが全て3になり、アイテムもやや強力なものが出現する。パンドラフロアは下層では登場しない。イージーモードでは上層では発生しないうえ、中層で発生する確率もノーマルモードよりも低い。

### ワナ
ダメージやステータス異常、能力値の低下などがある。一度発動すると消滅するものがある。隣接のマスにワナがあると行動し終わったあとに発見(画面上にワナが出る)する。
止まっているマスの上にワナがある場合は移動後に「踏む」か「そのまま」かを選択することができる。

## 不具合
- 64ビット版Windows 7では正常に起動できないことが確認されている。なお、「互換モード」で「Windows XP(Service Pack 3)」を選択すれば起動できることが確認されている[8]。